# Ileksa
Die Ileksa (russisch Илекса) ist der Hauptzufluss des Wodlosero-Sees in Nordwestrussland.
Der 155 Kilometer lange Fluss hat seinen Ursprung im Kalgatschinskoje-See in der Oblast Archangelsk. Die Ileksa fließt in südlicher Richtung in die Republik Karelien und mündet dort in den Wodlosero. Wichtigster Nebenfluss ist die Tschusreka von links. Das Einzugsgebiet umfasst einen Teil des Wodlosero-Nationalparks und beträgt 3950 km².